# Aubrey Beardsley
Aubrey Vincent Beardsley (ur. 21 sierpnia 1872 w Brighton, zm. 16 marca 1898 w Mentonie) – angielski rysownik i grafik tworzący w stylu secesji.
Aubrey Vincent Beardsley urodził się 21 sierpnia 1872 roku w Brighton w rodzinie mieszczańskiej. Jego ojcem był Vincent Paul Beardsley (1839–1909). Mieszkał w Londynie. Był dzieckiem chorowitym a jednocześnie przedwcześnie dojrzałym. W 1884 roku, w wieku 12 lat już występował w Londynie na koncertach jako pianista. Od najmłodszych lat zarabiał na utrzymanie kopiując ilustracje, projektując winiety do programów i jadłospisów. W roku 1892 uczęszczał przez kilka miesięcy do Westminster Art School. Podczas całej swojej kariery Beardsley miał nawracające ataki gruźlicy. Cierpiał na krwotoki z płuc i często nie był w stanie pracować ani wychodzić z domu. W roku 1897 przechodzi na katolicyzm. W tym samym roku zostaje przewieziony przez matkę i siostrę Mabel na Rivierę Francuską do Menton, gdzie zmarł w 1898 roku w wieku 25 lat.
Ilustrator czasopism (The Yellow Book, The Studio, Savoy). Stworzył w roku 1894 grafiki do książkowego wydania sztuki teatralnej Salome Oscara Wilde’a. W tym samym roku zostaje kierownikiem artystycznym czasopisma The Yellow Book i w pierwszych czterech zeszytach zamieszcza szereg swoich rysunków. Jego wypracowany, bardzo charakterystyczny styl inspirowany był malarstwem Botticellego i Michała Anioła, greckim malarstwem wazowym, drzeworytem japońskim i twórczością Prerafaelitów. Twórczość Beardsleya cechuje syntetyczne uproszczenie form, ich płaszczyznowość, ornamentalność, giętka linia, silny kontrast uzyskany poprzez stosowanie tylko czerni i bieli, symbolizm i erotyzm. W przedstawieniach ludzi silne wydłużenie sylwetki. 

## Galeria

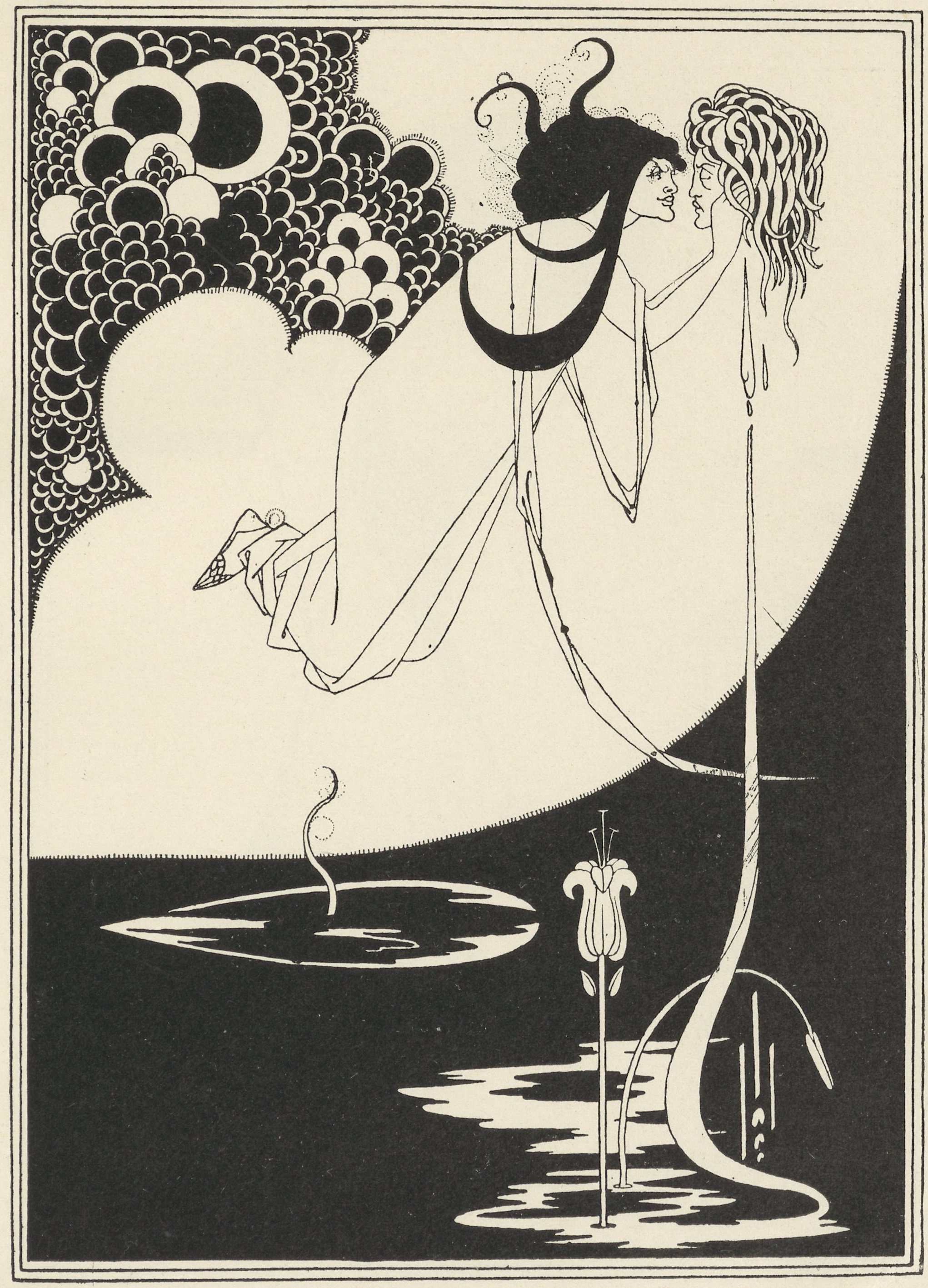
Climax
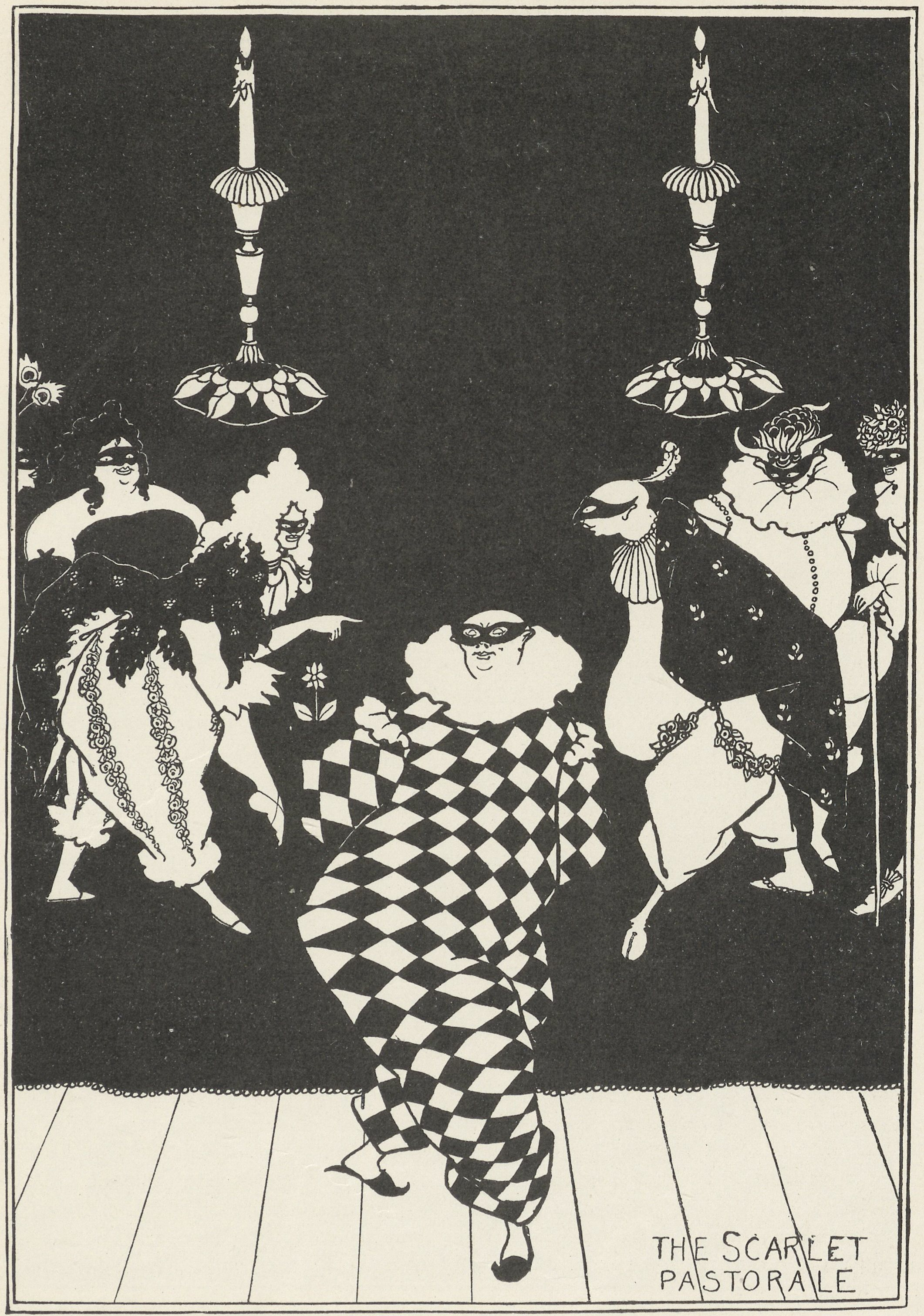
The Scarlet Pastorale
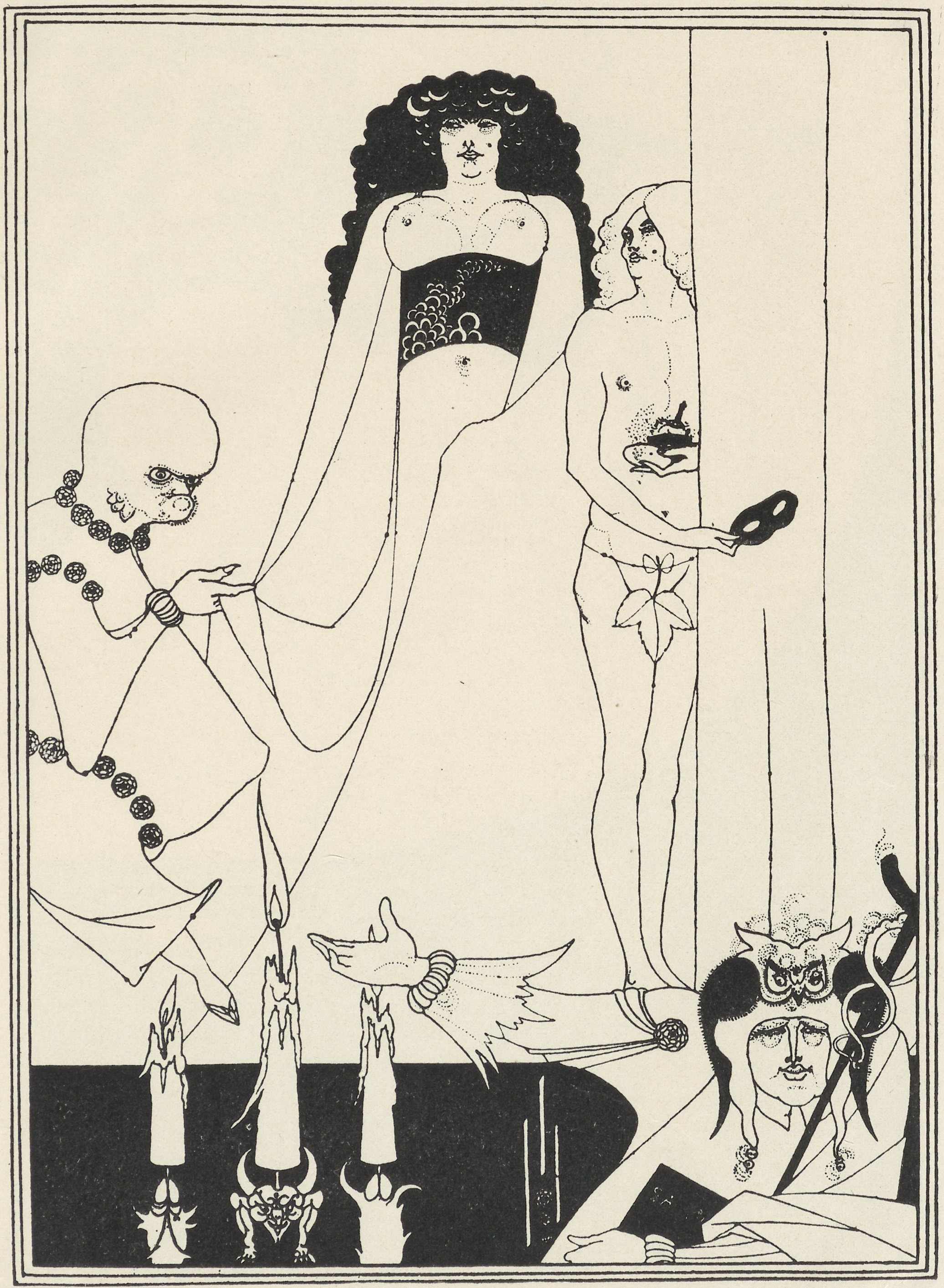
Enter Herodias
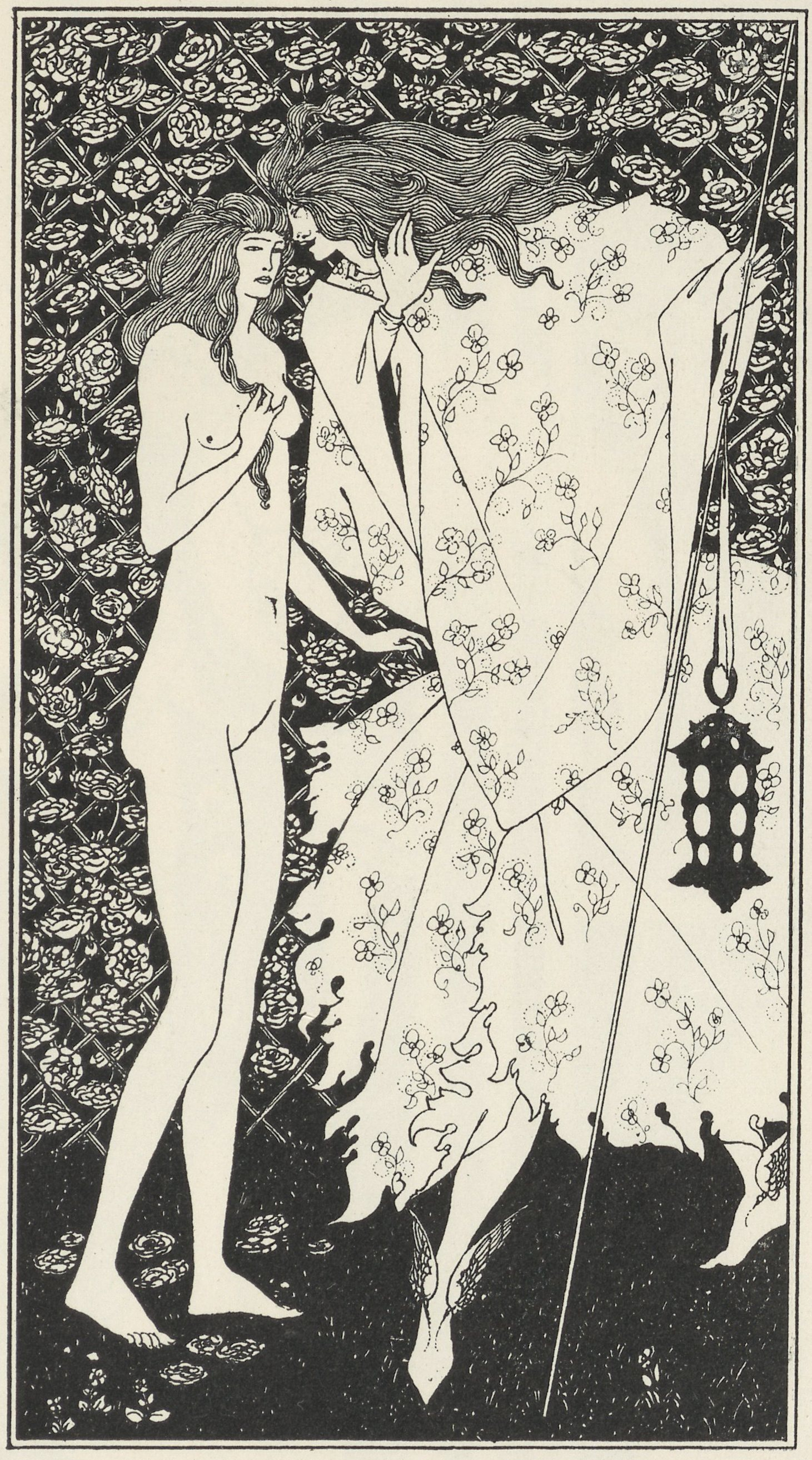
Mysterious Rose Garden
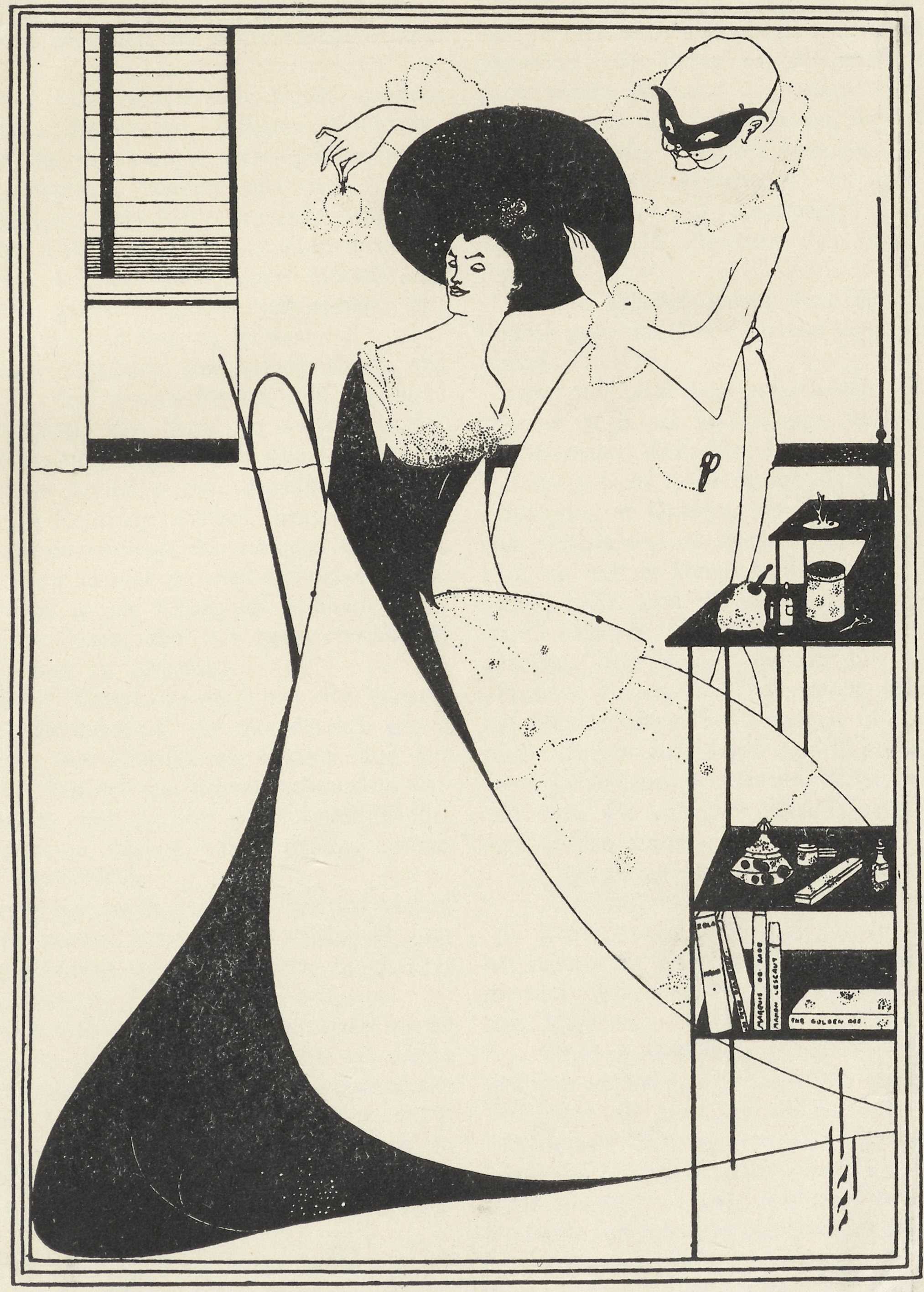
Toilette of Salome